# Топсфилд (Массачусетс)

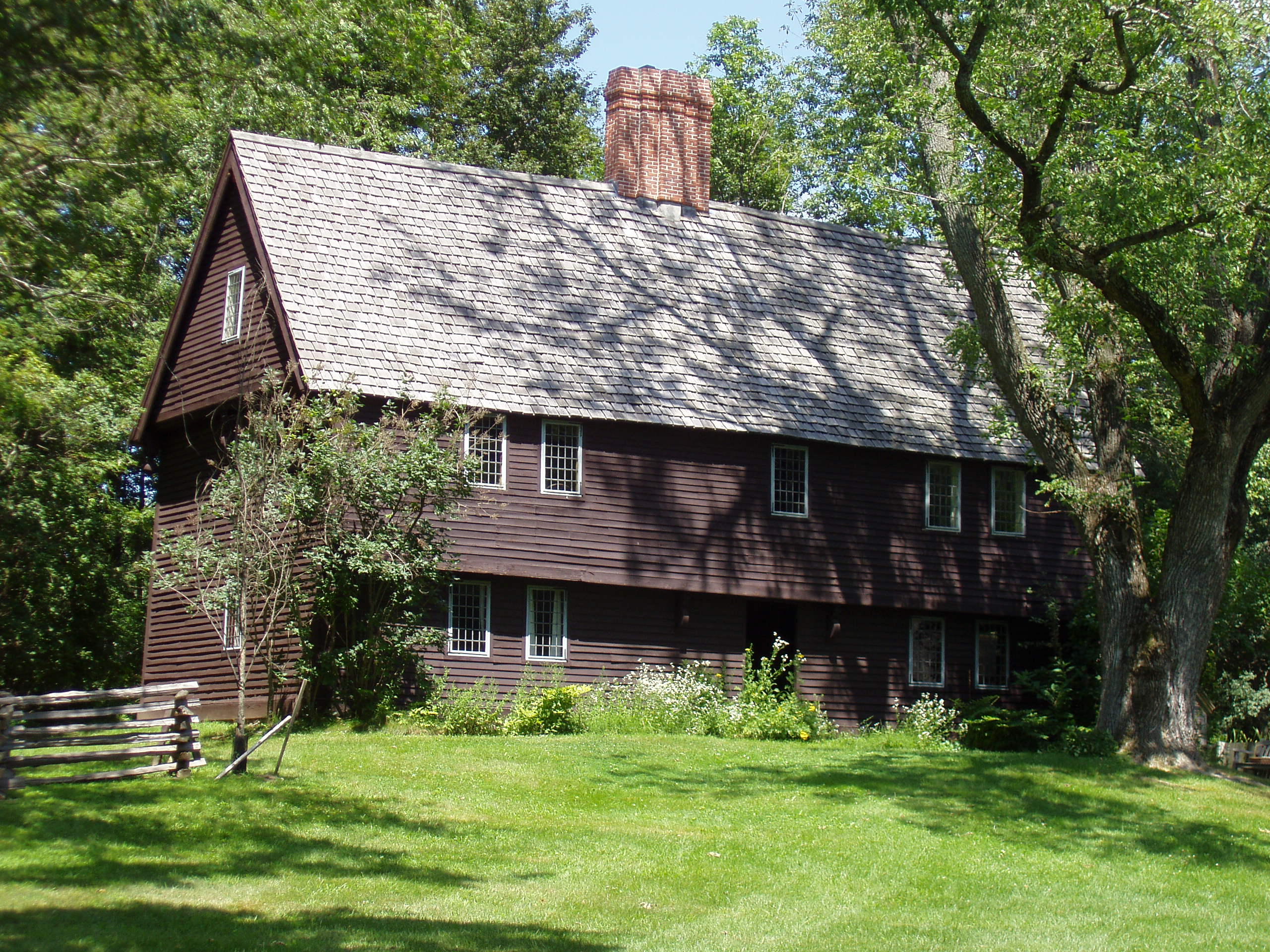
Дом Парсона Капена, построенный в 1683 году

Топсфилд — город в графстве Эссекс, штат Массачусетс, США. Население по переписи 2010 года составляло 6085 человек, а в 2020 г. 7469 человек. Топсфилд расположен в районе Северного побережья штата Массачусетс.
Ныне небольшой по размеру, Топсфилд является одним из старейших городов Массачусетсса. Некоторые его жительницы были обвиняемыми на процессе Салемских ведьм.

## История

### Колониальный период
Племя агавам населяло Топсфилд до и во время британской колонизации в начале семнадцатого века. Оно принадлежало к алгонкинским народам и занимало земли к северу от реки Данверс, всего мыса Энн и оттуда до реки Мерримак. Однако первые европейские исследователи занесли оспу в Новую Англию, которая привела к исчезновению всех прибрежных племён от реки Пенобскот до залива Наррагансетт в 1616 году.
Вождь Маскономет, в честь которого названа Региональная средняя школа Маскономет, в то время был сагамором или главой племени Агавам. Он приветствовал губернатора колонии Массачусетского залива Джона Уинтропа по прибытии в Салемскую гавань в 1630 году. Маскономет передал земли агавамов Уинтропу в 1638 году в обмен на двадцать фунтов стерлингов. К 1643 году англичане обосновались в пределах современного Топсфилда. Первоначально они назвали свое поселение Нью-Мидоуз.  Традиционно считалось, что агавам называли это место Шеневемеди, что означает «приятное место у текущих вод». Более поздние историки считают, что Shenewemedy — искажённое индейцами выражение The New Meadows, а не слово из их родного языка. 
Генеральный суд Массачусетса переименовал это место в Топсфилд в 1648 году, очевидно, в честь английского Топсфилда (Toppesfield), небольшого прихода в графстве Эссекс к северу от Лондона. Топсфилд получил статус города (town) в 1650 году. Маскономет умер в 1658 году и был похоронен на холме Сагамор, ныне в составе посёлка Гамильтон, Массачусетс.
Девять лет спустя двое молодых людей были наказаны за то, что раскопали могилу сагамора и перенесли его череп на шесте. Несмотря на этот инцидент и в целом пренебрежительное отношение колонистов к индейцам, нет никаких сведений о военных действиях между колонистами и индейцами в Топсфилде, даже во время французских и индейских войн, которые охватывали период 1689—1697 годов.  Хроники города Топсфилд в последний раз упоминают индейцев в 1750 году. 
Процесс над салемскими ведьмами 1692 года напрямую затронул Топсфилд, откуда была родом Ребекка Нёрс, повешенная в Салеме. Некоторые другие жители Топсфилда также обвинялись в колдовстве до тех пор, пока истерия не закончилась в мае 1693 года, когда губернатор Массачусетса освободил всех оставшихся лиц, обвинённых в колдовстве, и издал прокламацию о всеобщем помиловании.

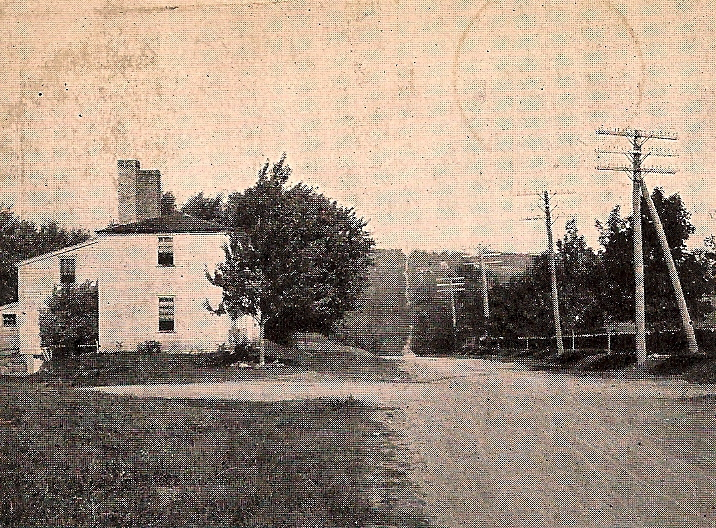
Topsfield Tollhouse вдоль Newburyport Turnpike

### XIX и XX век
Вплоть до и в течение 19 века Топсфилд был преимущественно аграрным городом, но одна отрасль — производство обуви — какое-то время процветала в Топсфилде, как и в то время по всей Новой Англии. В городских записях упоминается первый производитель обуви в 1838 году. Промышленность в Топсфилде пережила расцвет во время гражданской войны, когда возник спрос на качественную обувь для федеральных войск. В 1867 году в городе располагалось четыре обувных предприятия. Семье Херрик принадлежало крупнейшее предприятие, основанное в 1837 году. Обувь из Топсфилда находила покупателей по всей территории Соединенных Штатов, и на пике спроса Топсфилд ежегодно производил 200 000 пар обуви. Обувной бизнес в Топсфилде пришел в упадок после гражданской войны. Семья Херрик, последний производитель в городе, прекратила свою деятельность в начале 20 века. 
Прокладка автомагистралей превратила Топсфилд в спальный пригород большого Бостона.

## Известные люди
- Донна Мерфи, актриса театра и кино
- Брэдли Палмер, юрист и бизнесмен
- Джозеф Смит-старший, отец основателя Церкви СПД Джозефа Смита

## Точки интереса
- Поместье Кулиджа
- Заповедник дикой природы на реке Ипсвич
- Дом Парсона Кэпена